# گول‌آغاچ
گول‌آغاچ (به ترکی استانبولی: Gülağaç) یک منطقهٔ مسکونی در ترکیه است که در استان آق‌سرای واقع شده‌است. گول‌آغاچ ۱٬۱۷۰ متر بالاتر از سطح دریا واقع شده‌است.